# 연환계
연환계(連環計)는 중국의 병법서에 언급된 병법 중 하나로, 쇠고리가 연이어 붙어 있는 연환과 같이 복수의 병법을 연속적으로 사용하는 방법이다.

## 《삼십육계》의 기술
《삼십육계》에서는 제35계로 등장하며, 패전계(敗戰計)에 속한다. 그 언급은 다음과 같다.
| “ | 장수가 많고 뭇 병사가 있어, 가히 적대할 수 없거든, 이 계책을 사용하여 거듭하여, 이로써 그 기세를 죽인다. 군사에 중길(中吉)이 있으면, 천총을 얻게 되리라. | ” |

## 사용 예
실제 역사는 아니지만, 《삼국지연의》에서 두 번 등장한다. 첫째는 왕윤(王允)이 초선(貂蟬)을 이용한 미인계(美人計)를 진행시켜, 동탁(董卓)과 그의 양자 여포(呂布)가 초선을 두고 다투는 이간계를 쓰고, 여포를 설득하여 동탁을 주살한 것이다. 둘째는 적벽대전에서, 유비(劉備)와 손권(孫権) 연합군이 쓴 것으로, 방통(龐統)이 조조(曹操)를 찾아가 배멀미에 대한 대책으로 배들을 서로 쇠사슬로 엮도록 진언하여 조조의 군선이 쉽게 움직일 수 없게 만들어 놓고, 조조가 위장투항시킨 채중(蔡中)과 채화(蔡和)를 역이용하는 반간계와 황개(黃蓋)를 위장 투항시키기 위한 고육계(苦肉計)를 사용하여, 마침내 조조의 군선에 불을 놓아 크게 무찌른 것이다.